# Pierre Pucheu
Pierre Pucheu (Beaumont-sur-Oise, 27 giugno 1899 – Hussein Dey, 20 marzo 1944) è stato un imprenditore e politico francese, membro del governo di Vichy di cui fu Segretario di Stato e poi Ministro degli Interni da luglio 1941 ad aprile 1942.

## Biografia

### Le origini
Di origine operaia, Pierre Pucheu è stato ammesso al concorso dell'École normale supérieure. All'età di venticinque anni, lasciò il mondo umanistico per unirsi a quello industriale dove la sua carriera lo portò successivamente alle Fonderie di Pont-à-Mousson (oggi Saint-Gobain), poi al Comptoir sidérurgique de France dove coordinò le esportazioni dei produttori siderurgici francesi in tutta Europa. In questa posizione, si occupò del finanziamento di diversi gruppi fascisti con denaro proveniente principalmente dal Comité des forges.
Nel 1934 entrò a far parte del gruppo Croix-de-feu del colonnello de La Rocque, da cui si dimise nell'estate del 1935, dopo la bocciatura del suo rapporto "Vers une économie nouvelle", nel quale attacca sia il capitalismo che il comunismo e sostiene la causa "per una terza via in cui i lavoratori e i sindacati sarebbero stati coinvolti nel processo decisionale".
Successivamente si unì al Partito Popolare Francese (PPF) che Jacques Doriot aveva appena fondato, dove fu membro dell'ufficio politico. Si dimise nell'autunno del 1938, criticando Doriot per la sua approvazione degli accordi di Monaco e la sua raccolta di fondi nascosti dal governo fascista italiano, senza però menzionare i fondi provenienti dalla Germania nazista.
Si allontanò quindi dalla vita politica per assumere nel 1939 la gestione degli stabilimenti Japy, dipendenti dal gruppo Worms, e diventando presidente del Comptoir sidérurgique de France. Alla fine del 1940 divenne presidente del Comitato Organizzatore per le macchine da ufficio, e poi di quello delle industrie meccaniche, incaricato dei contatti con i servizi ufficiali tedeschi.

## Ministro del governo di Vichy
Pucheu entrò nel governo dell'ammiraglio Darlan il 25 febbraio 1941 in compagnia di diversi altri "tecnocrati" (François Lehideux, Jacques Barnaud), vicini alla banca di Worms. Nominato Segretario di Stato per la produzione industriale, il suo rapporto con l'occupazione della Germania è stato variamente apprezzato dagli storici.
Secondo Robert Aron, promotore della "tesi della spada e dello scudo", «rallenta l'esecuzione degli ordini della Wehrmacht». Espresse anche la sua ostilità nei confronti della Germania opponendosi alla firma dei protocolli di Parigi in cui l'ammiraglio Darlan accettò di concedere aiuti militari ai tedeschi in Africa.
Secondo altre fonti, al contrario, Darlan poté contare su Pucheu e su quelli come lui più determinati a collaborare attivamente con la Germania. Già prima della guerra, come agente del cartello dell'acciaio, cercò di promuovere la cooperazione tra le industrie pesanti tedesche e francesi. Non era solo incline, ma anche determinato a unirsi al nemico. Nella produzione industriale, supervisionò la spedizione in Germania dei prodotti manifatturieri, lavorando allo stesso tempo anche da intermediario (come Bichelonne) per il trasferimento delle fabbriche francesi sotto la proprietà o il controllo tedesco: così facendo ne avrebbe beneficiato direttamente, in modo sostanziale, uscendone rafforzato nella propria attività.
La sua ambizione lo spinge ad accettare nuove funzioni. «Il mio interesse nella vita è limitato agli estremi, afferma un giorno all'ambasciatore svizzero. Finirò sul gradino più alto o al più basso, oppure di morte violenta. Per me, non c'è altra via d'uscita». Il 18 luglio 1941, fu nominato Segretario di Stato per gli Interni, poi promosso Ministro per tale carica il 11 agosto. Si confronta subito con gli attentati perpetrati contro i soldati tedeschi dai comunisti, entrati nella resistenza dopo la rottura del patto Molotov-Ribbentrop del 22 giugno 1941. Il primo attacco, in cui il colonnello Fabien uccide l'aspirante Moser nella metropolitana di Barbès, è avvenuto il 21 agosto 1941. Per evitare le rappresaglie annunciate dai tedeschi, Pucheu propose la creazione di una sezione speciale della Corte d'Appello di Parigi e della Corte di Stato che condanni a morte i sei attivisti comunisti con una legge retroattiva, per atti che, all'epoca in cui furono commessi, sarebbero stati punibili solo con cinque anni di carcere. Aveva creato, con decreto del 6 ottobre 1941, un servizio di polizia anticomunista. I tedeschi lo consideravano l'uomo più affidabile: in quel momento era il ministro anticomunista, quello la cui funzione è rassicurare l'occupante sulla sicurezza mentre sta attaccando verso est e nei confronti della Francia che ha, almeno potenzialmente, il partito comunista più forte al di fuori dell'URSS e della Cina.
A fine ottobre, per rappresaglia nei confronti dell'assassinio avvenuto a Nantes del tenente colonnello Holtz, capo della Kommandantur, i tedeschi decidono di fucilare 100 ostaggi, 50 subito, e 50 se gli autori dell'attentato non vengono scoperti entro le 48 ore successive. Pucheu interviene poi per "ottenere dai tedeschi la scelta preferibilmente verso militanti comunisti comprovati".
I servizi del ministro dell'Interno del governo di cooperazione di Pétain, Pierre Pucheu, offrirono un elenco di 61 nomi, per lo più di ostaggi comunisti «per evitare di lasciare uccidere cinquanta buoni francesi». Dei 27 fucilati a Châteaubriant, le liste di Pucheu ne contavano 17. Guy Môquet non era nelle liste di Pucheu, sono stati i tedeschi ad aggiungerlo secondo la propria politica sugli ostaggi.
Nel complesso, i tedeschi si congratulano per la sua azione:"Le esecuzioni francesi continueranno ad avere più effetto delle esecuzioni tedesche; è auspicabile rafforzare il potere del ministro degli Interni francese".
Per evitare il proliferare di attentati (attentati condannati da de Gaulle che, pur plaudendo ai "ragazzi coraggiosi" che li commettono, li considera inopportuni) e altre rappresaglie di ostaggi seguite da esecuzioni capitali, Pucheu rintraccia spietatamente i colpevoli. La polizia riuscì in particolare ad arrestare sette membri del gruppo responsabile dell'attentato di Nantes, che sono stati consegnati al tribunale militare tedesco (competente a processare gli autori di atti lesivi delle truppe di occupazione), processati al Palazzo Borbone il 6 marzo 1942, condannati a morte e fucilati (sarà lo stesso per gli altri 27 membri del gruppo responsabile per l'attacco in cui il 1º marzo, uccisero una sentinella tedesca, e furono giudicati nell'aprile 1942 alla Maison de la Chimie).
Pucheu diventa allora la "bestia nera" dei comunisti, che vedono in lui il braccio armato della repressione tedesca:"I capi comunisti che in piena coscienza moltiplicano le insidie sul cammino del governo del maresciallo commettono una grave colpa che li escluderà da qualsiasi perdono".
Allo stesso tempo, però, nella zona franca, altrettanto spietatamente rintraccia le spie tedesche o i francesi che lavorano per i tedeschi, arrestati dalla Direction de la surveillance du territoire guidata dal suo vice, il comandante Henri Rollin, sulle informazioni fornite dai servizi di controspionaggio del colonnello Paul Paillole (637 agenti tedeschi vengono arrestati nella zona franca o in Nord Africa sotto il suo ministero, dando luogo a 119 condanne a morte pronunciate dai tribunali militari della zona franca o dell'Africa Francese del Nord, di cui 37 sono seguite da esecuzioni). Secondo Angelo Tasca (politico socialista italiano convertito al regime di Vichy), "faceva di tutto per silurare la Légion des volontaires français (LVF)", che reclutava nuove leve francesi per andare a combattere a fianco dei tedeschi sul fronte russo e vietava le riunioni del PPF di Doriot e del LVF (nella zona franca). Nel frattempo, provò senza successo a gennaio e febbraio 1942 ad allacciare legami con la resistenza non comunista, e in particolare con le reti dell'Alleanza e del Combat: non doveva assolutamente passare nella Resistenza, anzi; già nel 1942 cercava contatti con gli americani. Diethelm riporta il contatto tra lui e i circoli gollisti della rete di combattimento. Era sensibile alle opinioni americane sul Maghreb dove si era recato in viaggio nel marzo 1942. Ad Algeri elogia la politica di integrazione con l'Europa del Maresciallo (le infiltrazioni americane erano già note). Questo gli valse di essere rifiutato nella squadra di Laval per ordine dei tedeschi che ora lo consideravano un agente americano.

### Dopo aver lasciato il governo
Pucheu lasciò il governo al ritorno di Laval, il 18 aprile 1942. Lungi dal cessare le sue attività politiche, a settembre scrisse un rapporto per il maresciallo Pétain in cui castigava «la politica inutilmente umiliante» portata avanti da Laval con il suo ritorno al potere. «Lo sforzo bellico del Reich - scrisse - presto riconoscerà solo le cieche leggi della necessità. Di fronte alle illimitate esigenze in cui sarà progressivamente condotto nei nostri confronti, un governo francese rassegnato a piegarsi assumerà ogni giorno di più, di fronte al proprio Paese e di fronte al resto del mondo, l'apparenza e la realtà di un governo al servizio dello straniero». Invitò Pétain a «negoziare in segreto con gli Alleati» per stabilire con loro la data del loro sbarco nel Nord Africa francese, sbarco che ritiene imminente, in modo da «preparare un'operazione aeronavale su larga scala su Tolone per consentire alla flotta francese di fuggire con il minimo rischio».
All'inizio di ottobre, si recò a Vichy per pregare Pétain di partire per Algeri quando fosse venuto il momento per accogliere le forze anglo-americane e portare la Francia nella guerra al loro fianco. «Il maresciallo - scrisse - era letteralmente sconvolto dalla mia presentazione. In primo luogo ha sottolineato che si considerava impegnato ad onorare, nei confronti del popolo francese, a non lasciare mai il suolo del proprio paese e a rimanere solidale con il destino materiale dei quaranta milioni di francesi che non potevano lasciare la metropoli. [...] Ho capito chiaramente che questo grande vecchio si stava restringendo per il terrore all'invito all'azione. La sua grande età, il lato temporizzatore del suo carattere che lo aveva sempre condotto verso battaglie difensive più che verso operazioni di assalto, lo portarono irresistibilmente verso la soluzione dell'attesa. D'altra parte, l'azione quotidiana, sapiente, ostinata di Laval, che lo aveva visto tutti i giorni per diverse ore per diversi mesi, aiutava a nasconderlo». Tentò quindi la fortuna con l'ammiraglio Darlan che non credette nell'imminenza di uno sbarco americano sulle spiagge dell'Africa e rimandò l'esame della sua proposta alla primavera successiva. Pucheu contattò quindi il generale Giraud, che alla fine riesce a scappare in aprile dalla fortezza dove era detenuto in Germania e si ritirò nella regione di Lione. Giraud era in contatto con gli Alleati: sapeva che erano in corso i preparativi americani per uno sbarco in Nord Africa e non fa mistero della determinazione di Pucheu di partire per Algeri quando si verificheranno questi eventi per assumere la direzione delle operazioni e invitarlo a raggiungerlo.

## Nord Africa
Dopo che gli alleati sbarcarono in Nord Africa, Pucheu attraversò illegalmente il confine spagnolo. Appena arrivato a Madrid, contattò Giraud e si offrì di prendere un posto nell'esercito corrispondente al suo grado di capitano di riserva. «Se ho lasciato la Francia, è stato per servire - ha scritto - La mia unica ambizione è quella di poter tornare sul suolo nazionale in divisa con il primo corpo di sbarco». Ma, per ragioni che sfuggono al suo controllo, il suo passaggio attraverso il Nord Africa non può essere risolto rapidamente come pensava. Può imbarcarsi solo all'inizio di maggio per il Marocco con, in tasca, una lettera del generale Giraud, ricevuta a marzo, in cui era scritto:
Fu con fiducia che si imbarcò di conseguenza a Setúbal sulla Sidi Brahim, una nave che lo avrebbe portato insieme ad altri 900 "fuggiti dalla Francia" in Nord Africa. Sbarcò a Casablanca il 8 maggio 1943. Ma ad Algeri i rapporti di forza tra Giraud, i gollisti e i comunisti cambiarono. Riconosciuto Pucheu a bordo del Sidi Brahim, vengono informati della sua presenza, e ne chiedono subito il suo arresto, il suo giudizio e la sua testa. Giraud pietosamente si lasciò andare, sostenendo che l'anonimato con cui Pucheu ha dovuto recarsi in Nord Africa non è stato rispettato. Pucheu viene arrestato e trasferito ad Algeri. Venne condotta un'indagine contro di lui, e venne lanciata una campagna stampa di rara violenza: ed è in questo clima di scontro che inizia il suo processo il 4 marzo 1944.

## Processo
Il processo si svolse davanti a un tribunale eccezionale denominato "Tribunale dell'esercito con giurisdizione speciale", composto da tre generali e due magistrati scelti direttamente da de Gaulle e dal commissario di guerra del Comitato francese di Liberazione nazionale (CFLN), André Le Troquer. Il colonnello Passy, capo dei servizi segreti della Francia Libera, scrisse al riguardo: «De Gaulle disse: "Pucheu sia condannato, avete visto i giudici, aspettano una stella in più, l'avranno"».
In questo processo, in cui la quasi totalità dei testimoni, compresi gli avvocati di Pucheu, avendo chiesto l'udienza al giudice istruttore, non sono stati ascoltati, Pucheu si difende comunque passo passo. «Domina totalmente i dibattiti. - nota il corrispondente del Sunday Express Jean Lacouture - Eloquente, atletico, coraggioso, è quello che chiamiamo un capo».

Dopo cinque giorni di udienza, i giudici si ritirano per deliberare. Quella stessa mattina, il quotidiano La Marsigliese titolò per loro: 
 Meno di un'ora dopo, viene emesso il verdetto: Pucheu è condannato a morte.

Il colonnello Passy commenterà in questo modo la sentenza:

I giudici esprimono l'auspicio che la sentenza non venga eseguita. Diversi tentativi (tra cui quello del generale Giraud) vengono compiuti in questa direzione con il generale de Gaulle. Infine, ricevendo gli avvocati del condannato che erano venuti a chiedere perdono, de Gaulle disse loro: 
Il 20 marzo 1944, Pucheu è stato fucilato all'ippodromo di Algeri.

## Nella cultura di massa
Nel film L'affare della Sezione Speciale di Costa-Gavras (1975), il suo ruolo è interpretato da Michael Lonsdale.